# Шафран алатавский
Шафра́н алата́вский, или Кро́кус алатавский (лат. Crócus alatávicus), — клубнелуковичное травянистое многолетнее растение, вид рода Шафран (Crocus) семейства Ирисовые, или Касатиковые (Iridaceae).

## Распространение и экология

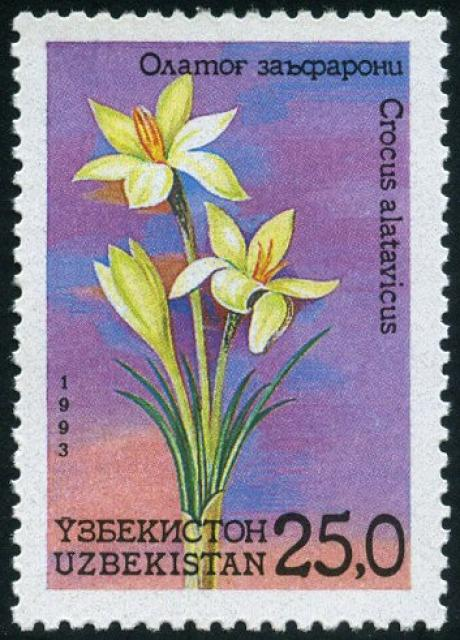
Почтовая марка Узбекистана 1993 года.

Встречается в Средней Азии.
Растёт на горных лугах.

## Ботаническое описание
Растение высотой 10—30 см.
Клубнелуковица округло-шаровидная, диаметром 1,2—2 см.
Листья в числе 6—9, шириной около 1,5 мм, длиной 8—10 см при цветении и до 20 см в период плодоношения.
Околоцветник в зеве желтоватый, доли суженные, беловатые, три наружных окрашены в грязно-пурпурный или бледно-жёлто-коричневый цвет, реже чисто белые. Рыльца оранжевые, цельные. Цветёт в конце марта. Плодоношение в июле.

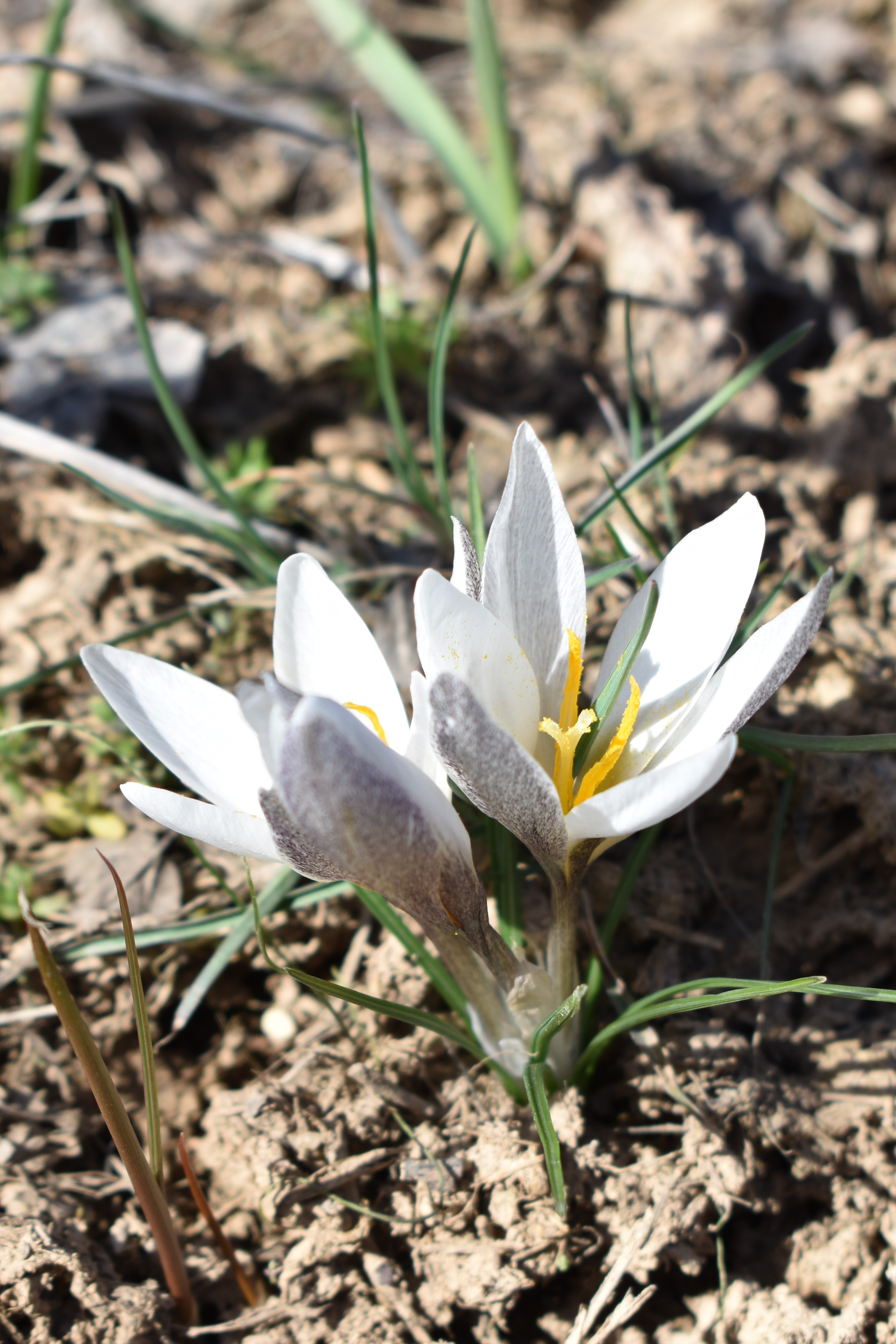

Набор хромосом 2n = 20.

## Классификация
Вид Шафран алатавский входит в род Шафран (Crocus) подсемейства Шафрановые (Crocoideae) семейства Ирисовые (Iridaceae) порядка Спаржецветные (Asparagales).
|  |                                      |  |                                                             |                                                             |                    |  | ещё 24 семейства (согласно Системе APG II) | ещё 24 семейства (согласно Системе APG II)   |                                              |  |  |  | ещё около 30 родов | ещё около 30 родов    |  |  |
|  |                                      |  |                                                             |                                                             |                    |  | ещё 24 семейства (согласно Системе APG II) | ещё 24 семейства (согласно Системе APG II)   |                                              |  |  |  | ещё около 30 родов | ещё около 30 родов    |  |  |
|  |                                      |  |                                                             | порядок Спаржецветные                                       |                    |  |                                            |                                              | подсемейство Шафрановые                      |  |  |  |                    | вид Шафран алатавский |  |  |
|  |                                      |  |                                                             | порядок Спаржецветные                                       |                    |  |                                            |                                              | подсемейство Шафрановые                      |  |  |  |                    | вид Шафран алатавский |  |  |
|  | отдел Цветковые, или Покрытосеменные |  |                                                             |                                                             | семейство Ирисовые |  |                                            |                                              | род Шафран                                   |  |  |  |                    |                       |  |  |
|  | отдел Цветковые, или Покрытосеменные |  |                                                             |                                                             |                    |  |                                            |                                              |                                              |  |  |  |                    |                       |  |  |
|  |                                      |  | ещё 44 порядка цветковых растений (согласно Системе APG II) | ещё 44 порядка цветковых растений (согласно Системе APG II) |                    |  |                                            | ещё 4 подсемейства (согласно Системе APG II) | ещё 4 подсемейства (согласно Системе APG II) |  |  |  | ещё около 80 видов |                       |  |  |
|  |                                      |  |                                                             | ещё 44 порядка цветковых растений (согласно Системе APG II) |                    |  |                                            |                                              | ещё 4 подсемейства (согласно Системе APG II) |  |  |  |                    |                       |  |  |